# 山内智恵
山内 智恵（やまうち ちえ、1977年11月24日 - ）は、岡山県出身元銀行員のレースクイーン、女性モデル、タレント。株式会社スプリング代表取締役社長でもある。愛称は、ちえぴょん。かつてはスタイルコーポレーションに所属するなどしていたが、専属契約を結ばず、常にフリーの立場も維持していた。現在は、二児の母・CLUB chloris-クロリス-東京六本木insoグループ高級クラブNo.1ホステス数々のセレブや港区女子と交友がある。株式会社スプリング2023年本店移転(銀座一丁目)

## 略歴
- 学生時代、ミスユニバースコンテストで中国・四国地方のトップテンメンバーとなる。
- 大学卒業後、金融機関に勤務するとともに山陽放送のアナウンススクールに通学。
- ミス玉野（現：ほほえみマリン大使）に採用される。
- 2004年頃に上京、千葉パルコのグランバザールなどで店頭アナウンスを担当する。
- 2005年にツインリンクもてぎエンジェル7期生となる。以後レースクイーン・モデルとして活動を続ける。
- 2006年7月、4人組ガールズユニットS-Quattroの初代メンバーとして歌手デビュー。歌手としての所属はビッグシュガーエンターテイメント。
- 2009年2月5日にデコレーショングッズなどのデザイン会社「株式会社スプリング」を設立。同社の代表取締役社長を務める。
- 2011年11月24日、自身のブログにて前年12月に結婚していたことと、同年11月12日に男児を出産したことを明かした[1]。

## 人物
- 趣味・特技：レース観戦、ゴルフ、料理、日曜大工
- 好きな色：白、黒、ピンク、緑
- 3人兄妹の長女（弟と妹がいる）[2]。
- 山陽放送のアナウンススクールの同期だった濱田祐美（南日本放送『MBCニューズナウ』リポーター）とは今でも仲が良い[3][4]。またD Signで一緒だった三条ユリーカ（旧「望月ユリカ」）とも仲が良く、「りあるひるず」というコンビを組んでステージに出たこともある[5]。

## 作品

### CD
A-class
- TOKYO AUTOSALON Presents EVOLUTION #04 （2007年12月26日、avex trax）
  - 曲名『Don't Make Me Cry』

### DVD
- Deja☆Vu（2008年1月23日）
- RQ360（2008年8月27日）
- Elega（2011年2月25日）

## 出演

### レースクイーン・イメージガール
- 2005年：ツインリンクもてぎエンジェル（7期生）
- 2006年：BIGLANイメージガール、ルマンチャレンジライフワーク「BOMEX Girls」
- 2006年：OKABE JIDOSHA motersportレースクイーン
- 2007年：Panasonicオキシライドレースクイーン、K-1WORLD GP ラウンドガール
- 2007年：SUPER GT「ZENT sweeties」
- 2007～2008年：ブリヂストン「BATTLAX LADY」
- 2008年：オートサロンイメージガール「A-class」
- 2008年：SUPER GT「ORCレーシングレディー」
- 2009年：D1グランプリイメージガール「D Sign」
- 2010年：SUPER GT「M7レディ」
- 2010年：スポーツ紙6紙合同ユニット「スクープ!?」1期生（日刊スポーツ担当）

### メディア
- 雑誌『TiaraGirl』専属モデル（2006年12月 - ）
- SONYブログハーツ「FLO:Q」PRモデル
- ニッカン動画(ニッカンスポーツの動画サイト） 『ヨガれ』（2010年8月 - ）

### テレビ
- D1 KING! 2009（2009年4月- 12月、BSフジ）
- 恋愛ミルフィーユ（2010年3月31日、日本テレビ）

### ラジオ
- Campus Radio Tiara Girl（Inter FM）
- 鎌倉ビジネスファイル（鎌倉FM）